# Powellinia boetica
Powellinia boetica är en fjärilsart som beskrevs av Jean Baptiste Boisduval 1837. Powellinia boetica ingår i släktet Powellinia och familjen nattflyn. Inga underarter finns listade i Catalogue of Life.